# 中国驻圣马力诺大使列表
本列表为中華人民共和國驻圣马力诺历任大使名录。

## 历任中国驻圣马力诺总领事

### 中华人民共和国驻圣马力诺总领事（1971年－1991年）
1971年5月6日，中华人民共和国与圣马力诺共和国建立领事级外交关系，由驻意大利大使馆政务參赞兼任驻圣马力诺总领事。1991年升格为大使级。
| 姓名   | 任命         | 到任      | 递交国书      | 免职          | 离任          | 领事职务 | 备注                   | 备注 |
| ------ | ------------ | --------- | ------------- | ------------- | ------------- | -------- | ---------------------- | ---- |
| 苏生   | 1971年9月4日 |           |               |               | 1972年        | 总领事   | 驻意大利使馆政务参赞兼 |      |
| 王传斌 | 1972年11月   | 1973年2月 |               | 1979年5月     | 1979年6月     | 总领事   | 驻意大利使馆政务参赞兼 |      |
| 黄玉平 | 1980年8月    |           |               |               | 1983年3月23日 | 总领事   | 驻意大利使馆政务参赞兼 |      |
| 张法典 | 1983年3月    |           | 1983年3月31日 |               | 1986年        | 总领事   | 驻意大利使馆政务参赞兼 |      |
| 尹玉福 | 1986年       |           | 1986年2月25日 | 1987年9月7日  | 1987年12月    | 总领事   | 驻意大利使馆政务参赞兼 |      |
| 祖钦舜 | 1987年9月7日 | 1988年2月 | 1988年2月25日 | 1991年6月17日 |               | 总领事   | 驻意大利使馆政务参赞兼 |      |

## 历任中国驻圣马力诺大使

### 中华人民共和国驻圣马力诺大使（1991年至今）
1991年7月15日，中国与圣马力诺外交关系升格为大使级，由驻意大利大使兼任驻圣马力诺大使。
| 姓名   | 任命           | 任命           | 到任          | 递交国书       | 免职           | 免职           | 离任          | 外交衔级 | 外交职务     | 备注       |
| 姓名   | 全国人大常委会 | 主席           | 到任          | 递交国书       | 全国人大常委会 | 主席           | 离任          | 外交衔级 | 外交职务     | 备注       |
| ------ | -------------- | -------------- | ------------- | -------------- | -------------- | -------------- | ------------- | -------- | ------------ | ---------- |
| 李宝城 | 1991年6月29日  | 1991年8月5日   | 1991年10月    | 1991年10月21日 | 1993年12月29日 | 1994年7月5日   | 1994年6月     | 大使     | 特命全权大使 | 驻意大利兼 |
| 陈宝顺 | 1993年12月29日 | 不適用         | 未到任        | 不適用         | 1994年5月12日  | 不適用         | 不適用        | 大使     | 特命全权大使 | 驻意大利兼 |
| 吴明廉 | 1994年5月12日  | 1994年7月5日   | 1994年7月     | 1994年9月9日   | 1998年12月23日 | 1999年5月12日  | 1999年4月     | 大使     | 特命全权大使 | 驻意大利兼 |
| 程文栋 | 1998年12月23日 | 1999年5月12日  | 1999年5月     |                | 2004年10月27日 | 2005年3月8日   | 2005年3月     | 大使     | 特命全权大使 | 驻意大利兼 |
| 董津义 | 2004年10月27日 | 2005年3月8日   | 2005年3月5日  | 2005年3月31日  | 2007年12月29日 | 2008年3月25日  | 2008年2月     | 大使     | 特命全权大使 | 驻意大利兼 |
| 孙玉玺 | 2007年12月29日 | 2008年3月25日  | 2008年3月7日  | 2008年5月14日  | 2009年12月26日 | 2010年5月13日  | 2010年3月     | 大使     | 特命全权大使 | 驻意大利兼 |
| 丁伟   | 2009年12月26日 | 2010年5月13日  | 2010年4月16日 | 2010年6月10日  | 2013年6月29日  | 2013年11月25日 | 2013年7月17日 | 大使     | 特命全权大使 | 驻意大利兼 |
| 李瑞宇 | 2013年8月30日  | 2013年11月25日 | 2013年12月2日 | 2013年12月12日 | 2019年2月27日  | 2019年6月12日  | 2019年5月     | 大使     | 特命全权大使 | 驻意大利兼 |
| 李军华 | 2019年2月27日  | 2019年6月12日  | 2019年5月30日 | 2019年8月2日   | 2022年6月24日  | 2023年2月13日  | 2022年7月     | 大使     | 特命全权大使 | 驻意大利兼 |
| 贾桂德 | 2022年10月30日 | 2023年2月13日  | 2023年1月11日 | 2023年3月22日  | 现任           |                |               | 大使     | 特命全权大使 | 驻意大利兼 |